# Stara Synagoga w Tykocinie
Uzasadnienie:  Mnożenie zbędnych bytów. Z artykułu wynika, że jest to po prostu wcześniejsza forma tego co mamy opisane w innym artykule.
Stara Synagoga w Tykocinie – nieistniejąca, drewniana synagoga znajdująca się w Tykocinie przy obecnej ulicy Koziej 2.
Synagoga została zbudowana w XVI wieku. W 1642 roku na jej miejscu wzniesiono nową, murowaną synagogę, zwaną Wielką. Dokładne okoliczności jej rozbiórki bądź zniszczenia nie są znane. 
W 1764 roku na jej podstawie została zbudowana murowana synagoga Stara w Białymstoku. 